# Kahina (groupe)
Pour les articles homonymes, voir Kahina (homonymie).
Le groupe Kahina  ou El-Kahina est un groupe musical algérien composé de plusieurs musiciens. Le groupe est né à  Batna.

## Histoire

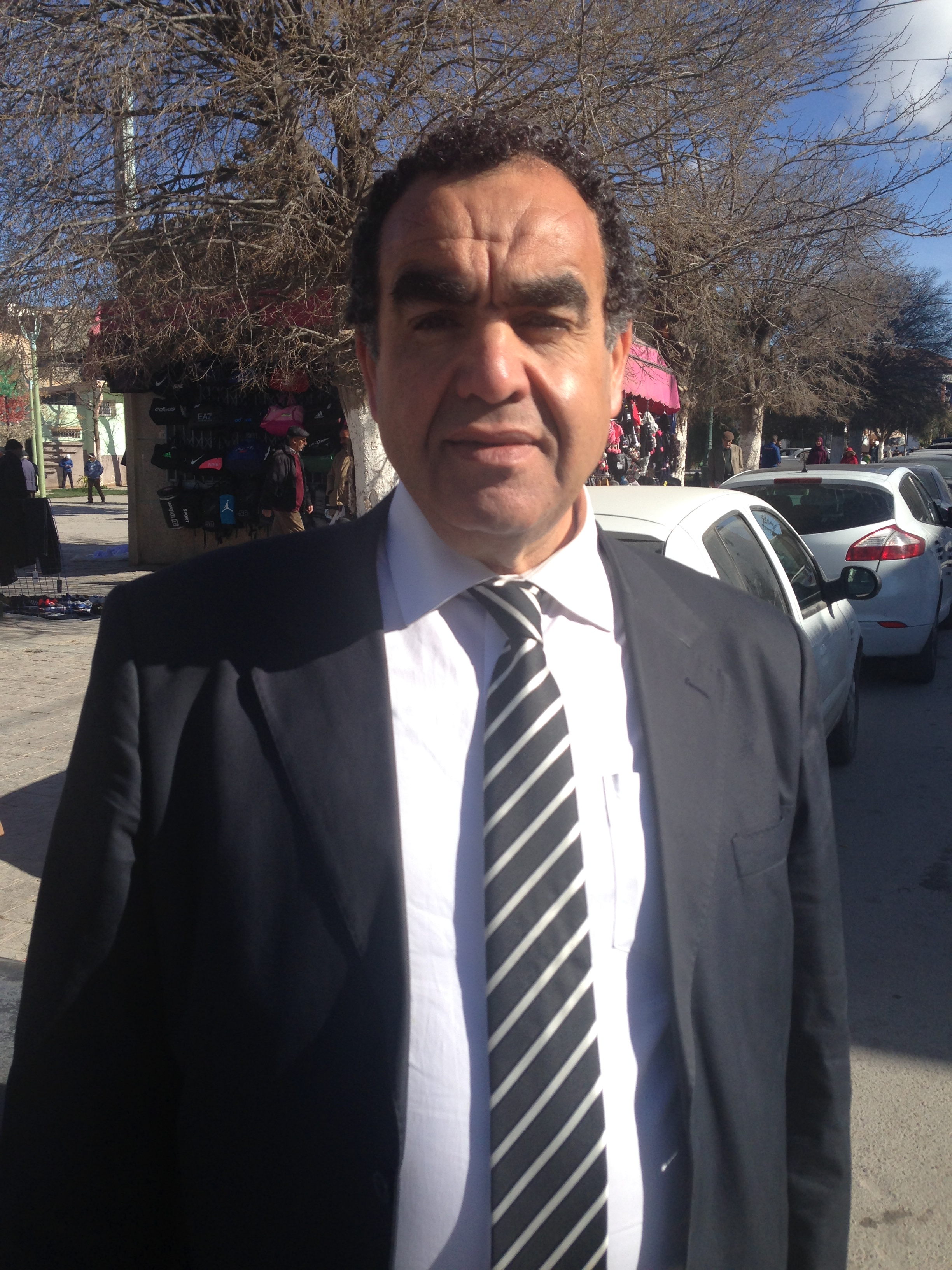
Nourreddine Bouamra

Le groupe est né en 1978  composé de  3 chanteurs dont Ammar Boukrara, Boualioua Arsel, Noreddine Azzizi, et de 6 musicien, Nourreddine Bouamra fut le porte parole du groupe . Plusieurs membres ont été convoqués  pour passer le service militaire, alors  Mourad Boukhelfa  et  Hakim El Batni sont devenus les chanteurs du groupe   dans la ville de Batna  et  Jamel Bensbaa fut bassiste. Le groupe avait également des anciens musiciens du groupe Saada. 
La troupe «El-Kahina» a participé à plusieurs festivals internationale et nationale  dont le Festival international du Sahara (Tunisie), la semaine de la Jeunesse maghrébine, , la semaine d'amitié Algérie- Russie, carrefour des cultures du monde et le Festival international des jeunes talents et de la découverte à Alger. 
Après les évènements de la Guerre civile algérienne en 1991, El Kahina se sépare, Hakim El Batni fut également malade et dut faire plusieurs interventions chirurgicales en France.
El Kahina  reprend à partir de l'année 2008 après un long passage à vide et compose un album , trois nouveau chanteurs figurent dans le groupe Sofiane et Ammar  chantent  le constantinois moderne et le tunisien, et le dernier chanteur a participé au concours d' El Han oua Chabab. 
Le groupe participe  à la 5e édition du Festival national culturel de la musique de jeunes en 2011 et  à la  6e du même festival  à Oum El Bouaghi en 2012. El Khanina assiste également dans la même année en 2012 au Festival de la musique chaoui à Khenchela.

## Album et chansons
- Shab el-baroud oua el-carabina, chanson qui a été un succès[2] .
- Merhba be ouled sidi (bienvenue au fils du maitre).
- Ahna Djina (nous sommes arrivés).
- Ya kamer ya Ali (Oh! Lune qui est en haut).
- Bine youm ou lila
- Rouhi wa arouahi
- Zine zine
- Mahma ikoune
- Noufsek ya zine
- Mabkali maak klem
- Bellah ya aroussa
- Allah allah ya baba
- Achegue mamhoune

### Album 2008
- Djina men les allées, chanson , de l'album  2008[2].
- Shab ballonne oua Mouloudia chanson dédiée au club Mouloudia sportif populaire de Batna en 2008[2].